# Meg Donnelly
Meg Elizabeth Donnelly (Nueva York, 25 de julio de 2000) es una actriz y cantante estadounidense. Es conocida por interpretar a Addison Wells en la película para televisión de Disney Channel Zombies y sus secuelas.

## Biografía
Donnelly nació en Nueva York, y es hija única. A partir de los 6 años, comenzó a entrenar canto, baile y actuación en la Escuela de Artes Escénicas Annie's Playhouse en Far Hills, Nueva Jersey. Decidió comenzar la actuación para controlar sus ataques de pánico y ansiedad.

## Trayectoria

### Actuación
Donnelly apareció en la película The Broken Ones, que se estrenó en el Festival de Cine Internacional de SOHO en el 2017.
Desde 2016, Donnelly interpreta a Taylor Otto en la sitcom de ABC American Housewife. En 2018, interpretó a Addison Wells en la película para televisión de Disney Channel Z-o-m-b-i-e-s, que se estrenó el 16 de febrero de 2018.
En el 2020, en el 2022 y en el 2025 se estrenaron las secuelas Zombies 2, Zombies 3 (Disney+) y Zombies 4: Dawn of the Vampires (Disney+), y en todas ellas interpretó el papel de Addison Wells.[cita requerida]

### Música
El 7 de agosto de 2018, lanzó su primera canción, «Smile».

## Vida personal
Meg donnelly vive en Los Ángeles y estudia en casa. Habla japonés, ya que siempre estuvo fascinada con su cultura.

## Filmografía
| Cine          | Cine                                         | Cine                  | Cine                                      |
| Año           | Título                                       | Rol                   | Notas                                     |
| ------------- | -------------------------------------------- | --------------------- | ----------------------------------------- |
| 2017          | The Broken Ones                              | Lilly Kelly           |                                           |
| 2018          | Z-O-M-B-I-E-S                                | Addison Wells         | Protagonista                              |
| 2020          | Zombies 2                                    | Addison Wells         | Protagonista                              |
| 2022          | Zombies 3                                    | Addison Wells         | Protagonista                              |
| 2023          | Legión de Super-Héroes                       | Kara Zor-El/Supergirl | Protagonista, Rol de Voz                  |
| 2024          | Justice League: Crisis on Infinite Earths    | Kara Zor-El/Supergirl | Rol de Voz                                |
| 2025          | Zombies 4: Dawn of the Vampires              | Addison Wells         | Protagonista y Productora Ejecutiva       |
| Televisión    |                                              |                       |                                           |
| Año           | Título                                       | Rol                   | Notas                                     |
| 2013          | Celebrity Ghost Stories                      | Jacklyn (joven)       | 1 episodio                                |
| 2013          | Team Toon                                    | Ash                   | Elenco principal                          |
| 2015          | Future Shock                                 | Annie                 |                                           |
| 2015–16       | Primetime: What Would You Do?                | Varios                | 3 episodios                               |
| 2016–21       | American Housewife                           | Taylor Otto           | Elenco principal                          |
| 2020          | Spider-Man                                   | Scream                | Papel de voz; episodio: «Maximum Venom»   |
| 2021          | Bunk'd                                       | Priscilla Preston     | Episodio: «Friends Forever» (temporada 5) |
| 2022          | High School Musical: The Musical: The Series | Val                   | Recurrente                                |
| 2022—2023     | The Winchesters                              | Mary Campbell         | Protagonista, serie de TV The CW          |
| 2024-presente | Zombies: La Serie Re-Animada                 | Addison Wells         | Rol de Voz                                |
| 2025          | Chibiverso                                   | Addison Wells         | Voz; episodio: "Cheer Up Chibis"          |
| 2025          | The Masked Singer                            | Ella misma/Coral      | Concursante de la temporada 13            |